# 古澤昌宏
古澤昌宏（ふるさわ　まさひろ）は京都情報大学院大学の教授である。

## 経歴
- 慶應義塾大学工学士,同大学院理工学研究科修士課程修了（管理工学専攻）,修士（工学）[2]
- SAPジャパン株式会社Industry Value Advisor[3][2]
- 元株式会社野村総合研究所システムエンジニア[2]
- 元公立大学法人宮城大学非常勤講師[4]

## 書籍
- 共著「Beyond 2025 進化するデジタルトランスフォーメーション」,プレジデント社,239p,2020年　ISBN 9784833451536
- 共著「SAP 会社を,社会を,世界を変えるシンプル・イノベーター」,日経BP社,343p,2014年 ISBN 9784822277628
- 日本語版監修「エンタープライズSOA ―ビジネス革新実現に向けたITデザイン」,オライリー・ジャパン,444p,2007年　ISBN 9784873113340
- 共著「ESAで広がるSAPの世界 - EASOAから内部統制まで。最新課題の解がここにある」,日経BP社,214p,2006年 ISBN 4822234045
- 日本語版監修「SAPエンタープライズサービスアーキテクチャ―変革の時代を勝ち抜く最新IT戦略」,オライリー・ジャパン,203p,2004年　ISBN 4873111897
- 日本語版監修「SAPコンポジットアプリケーション―成功のための次世代企業アプリケーション像」,オライリー・ジャパン,191p,2004年　ISBN 4873111900
- 共著「SAP完全解説2005」,日経BPムック,2004年
- 共著「SAP完全解説2004」,日経BPムック,2003年
- 共著「SAPソリューション完全解説」,日経BPムック,226p,2002年 ISBN 4822223337

## 論文
- 古澤昌宏,遠山元道,浦昭二「文字列集合を表現するニューラル・ネットワーク出力層の層内結合について」, 人工知能及び認知科学（全国大会講演論文集 第38回）, pp497-498, 1989　AN:00349328
- 古澤昌宏「文字列集合を表現するための階層型ニューラル・ネットワーク出力層の層内結合についての研究」, 慶応義塾大学大学院理工学研究科（修士論文）, 1989